# Región Adamawa
Adamaua es una de las diez regiones de la República de Camerún, cuya capital es la ciudad de Ngaoundéré.

## Geografía
Está situada entre los 6° y 11° lat. N. y 15° long. E., a medio camino entre el lago Chad y la bahía de Biafra. Se encuentra bañada por los ríos de Benue y Yadseram. El centro y el norte de las regiones son mesetas, con elevaciones de entre 1200 y 1300 metros. Esta región tiene inviernos secos y veranos cálidos y lluviosos. Entre sus producciones más destacadas se encuentran la goma arábiga, caucho, marfil, pieles, nuez de cola, algodón, cereales y otros productos agrícolas.

## Departamentos
Esta región posee una subdivisión interna compuesta por unos cinco departamentons a saber:
1. Djerem
2. Faro-Deo
3. Mayo-Banyo
4. Mbéré
5. Vina

## Territorio y población
La región de Adamaua tiene una superficie de 63.691 km². Dentro de la misma reside una población compuesta por 801.307 personas (cifras del censo del año 2005). La densidad poblacional dentro de esta provincia es de 12,58 habitantes por km².
- Datos: Q351514
- Multimedia: Adamaoua / Q351514